# San Mateo (Isabela)
San Mateo (Filipino: Bayan ng San Mateo) ist eine philippinische Stadtgemeinde in der Provinz Isabela, Verwaltungsregion II, Cagayan Valley. Sie hat 64.505 Einwohner (Zensus 1. August 2015), die in 33 Barangays lebten. Sie wird als Gemeinde der ersten Einkommensklasse auf den Philippinen und als teilweise urbanisiert eingestuft.
San Mateo liegt im Westen der Provinz. Die Gemeinde liegt am Fuß des Gebirgsmassives der Cordillera Central im Westen, im Tal den Magat-Rivers. Sie liegt 351 km nördlich von Manila und ist über den Marhalika Highway erreichbar. Der nächste Flughafen liegt in Cauayan City, dieser wird von der Fluglinie Cebu Pacific viermal die Woche angeflogen. Ihre Nachbargemeinden sind Alfonso Lista im Westen, Ramon im Süden, Alicia im Südosten, Cauayan City im Osten, Cabatuan und Aurora im Norden.
San Mateo ist vor allem bekannt durch den Anbau der Mungbohne. Diese wird benötigt, um das auf den Philippinen beliebte Dessert Halo-halo herzustellen. Die Mungbohne gilt auch als das „schwarze Gold von San Mateo, Isabela“.

## Baranggays
| - Bacareña - Bagong Sikat - Barangay I - Barangay II - Barangay III - Barangay IV - Bella Luz - Dagupan - Daramuangan Norte - Daramuangan Sur - Estrella | - Gaddanan - Malasin - Mapuroc - Marasat Grande - Marasat Pequeño - Old Centro I - Old Centro II - Salinungan East - Salinungan West - San Andres - San Antonio | - San Ignacio - San Manuel - San Marcos - San Roque - Sinamar Norte - Sinamar Sur - Victoria - Villa Cruz - Villa Gamiao - Villa Magat - Villafuerte |

## Weblink
- Informationen der Philippine Statistics Authority über San Mateo